# 团山街道 (辽阳市)
团山街道，是中华人民共和国辽宁省辽阳市弓长岭区下辖的一个乡镇级行政单位。2020年4月，安南社区并入安平街道，八家子社区、陈家社区、石门社区并入苏家街道。

## 行政区划
团山街道下辖以下地区：
安南社区、八家子社区、陈家社区和石门社区。